# Vera Rothamel
Vera Rothamel (* 1. April 1957 in St. Gallen) ist eine Schweizer Künstlerin.

## Werdegang
Vera Rothamel absolvierte nach dem Lehrerseminar einen gestalterischen Vorkurs an der Kunstgewerbeschule Luzern. Sie studierte 1981 an der Universität der Künste in Berlin bei Helmut Lortz, wo sie 1985 als Meisterschülerin abschloss.
Vera Rothamel arbeitet in Berlin, Luzern und Zürich. Sie hatte Einzel- und Gruppenausstellungen in Deutschland, Frankreich, den USA und der Schweiz. Ihr Schwerpunkt ist die Malerei und umfasst Tafelbilder, Rauminstallation, Lithographien und Arbeiten im öffentlichen Raum. Sie nahm 1991 an dem Goldrausch-Künstlerinnenprojekt teil. Sie ist Mitglied bei VISARTE Zentralschweiz.
Ihr Statement «Ich bin immer Malerin» bezieht sich darauf, dass nach ihrer Ansicht alle Ausdrucksformen wie Rauminstallation, Kunst am Bau, Lithographie und Tafelbild immer als unterschiedliche Formen des Mediums Malerei zu lesen sind.
Stipendien erhielt sie von Cité Internationale des Arts (Paris), der Senatsverwaltung für kulturelle Angelegenheiten Berlin für die Arbeit Wo sind die Malerfürstinnen? und dem Künstlerhaus Boswil.

## Publikationen
- Mit Karl Bühlmann, Katrin Bettina Müller: Ein Farbspaziergang. Edition Howeg, Zürich 2002, ISBN 3-85736-219-7.
- Mit Josef Estermann, Helmut Lortz, Jean P Grüter: Permutationen und Kombinationen – Kunst und Wissenschaft. Orlux Verlag, Luzern 2008, ISBN 978-3-907230-18-3.
- Mit Dominique von Burg: Vera Rothamel – Malerei treibt Blüten. Benteli Verlag, Bern 2012, ISBN 978-3-7165-1735-2.